# Bailey's Muckleneuk
Bailey's Muckleneuk est un quartier situé au sud-est du centre-ville de Pretoria en Afrique du Sud.
Le nom de ce quartier verdoyant provient d'une portion de la ferme Elandspoort rachetée par un certain George Walker et rebaptisée Muckleneuk (signifie recoin ou courbe en français) en hommage à la propriété familiale située en Écosse. Le nom a été conservé par la suite pour désigner 3 quartiers de Pretoria dont le township de Muckleneuk en 1914.

## Localisation
Le quartier de Bailey's Muckleneuk est située au nord de New Muckleneuk, au sud et à l'ouest de Brooklyn ainsi qu'à l’est des quartiers de Muckleneuk et de Groenkloof. Il est délimité à l'ouest par l'avenue Florence Ribeiro (ancienne Queen Wilhelmina avenue), au nord par le Pretoria Boy's High School, à l'est par Fehrsen street et au sud par Mackie street. Ses artères principales sont Justice Mahomed Street (ancienne Charles street) et Nicolson Street.  
Le quartier, adjacent à l'ouest du Austin Roberts Bird Sanctuary, comprend le Magnolia Dal Park mais aussi de nombreuses maisons, édifiés par des architectes renommés, des ambassades (Philippines, Éthiopie, Sénégal) et des rues bordées de jacarandas.

## Démographie
Selon le recensement de 2011, Muckleneuk comprend plus de 1 289 résidents, principalement issus de la communauté blanche (73,16 %). Les noirs représentent 20,95 % des habitants tandis que les Coloureds et les indiens représentent un peu plus de 5 % des résidents. 
Les habitants sont à 53,15 % de langue maternelle afrikaans, à 26,85 % de langue anglaise, à 4,23 % de langue maternelle Sepedi ou encore à 3,29 % de langue maternelle Setswana .

## Historique
Le quartier de Bailey`s Muckleneuk porte le nom de la ferme de George Walker auquel a été adjoint celui de Sir Abe Bailey, un entrepreneur et philanthrope sud-africain mort en 1940.

## Politique
Lors des élections générales sud-africaines de 2014, dans la circonscription partagée avec la partie est de Brooklyn,  l'Alliance démocratique a remporté 80,02 % des voix devant le congrès national africain (10,85 %).